# Tau (letra semítica)
Tau, tave, taw, tav, raf (ת), é a vigésima-segunda e última letra de vários abjads semíticos, assim como o tã  do alfabeto árabe e o ʾtaw do alfabeto fenício.
Taw é uma letra fenícia. O Tav deu origem a letra grega tau e a letra T latina.